# Saint-Sorlin-de-Vienne
Saint-Sorlin-de-Vienne ist eine französische Gemeinde mit 967 Einwohnern (Stand: 1. Januar 2022) im Département Isère in der Region Auvergne-Rhône-Alpes. Sie gehört zum Arrondissement Vienne, zum Kanton Vienne-2 und zum Gemeindeverband Pays Viennois. Die Einwohner werden Saint-Sorlinois(es) genannt.

## Geographie
Die Gemeinde Saint-Sorlin-de-Vienne liegt auf einem Bergrücken zwischen den Flusstälern von Gère, Varèze und Rhône, zehn Kilometer südöstlich von Vienne. Der Fluss Suze begrenzt die Gemeinde im Norden. Umgeben wird Saint-Sorlin-de-Vienne von den Nachbargemeinden Estrablin im Norden, Eyzin-Pinet im Osten, Montseveroux im Südosten, Chalon im Süden, Les Côtes-d’Arey im Südwesten und Westen sowie Jardin im Nordwesten.

## Bevölkerungsentwicklung
| Jahr                       | 1962 | 1968 | 1975 | 1982 | 1990 | 1999 | 2011 | 2021 |
| -------------------------- | ---- | ---- | ---- | ---- | ---- | ---- | ---- | ---- |
| Einwohner                  | 340  | 312  | 338  | 612  | 695  | 700  | 830  | 954  |
| Quellen: Cassini und INSEE |      |      |      |      |      |      |      |      |

## Sehenswürdigkeiten
- Kirche Saint-Saturnin
- zwei Schlossruinen